# 華原ありさ
華原 ありさ（かはら ありさ、1977年12月3日 - ）は、日本の元AV女優。

## 略歴
東京都出身。1997年、『エロスに微笑み』でAVデビュー。

## 作品

### アダルトビデオ
- エロスに微笑み（1997年2月25日、アトラス21）
- NEO出血大制服30（1997年3月25日、アトラス21）
- 淫乱教師の罪と罰（1997年5月20日、アトラス21）
- NEO出血大制服 スーパーコレクション（1998年2月15日、アトラス21）他多数出演
- リボン（1999年12月22日、Allure）他15名出演
- NEO出血大制服 完全版（2001年1月17日、アトラス21）他多数出演
- 大制服コレクション 4時間スペシャル（2002年1月25日、メディアバンク）他25名出演